# Трухан Іван Іванович
Трухан Іван Іванович (11 грудня 1915, Кам'янка, Бобруйський район (за іншими джерелами Глуський район) — 16 червня 2000) — білоруський науковець у галузі економіки й економічної географії. Кандидат географічних наук (1949), професор (1977).

## Біографія
Походив із селянської сім'ї. У 1934—1938 навчався у Білоруському інституті народного господарства на факультеті народогосподарського обліку. Потім вступив у аспірантуру на кафедру економічної географії у БДУ.
У роки німецько-радянської війни працював у Пензенській області в одній із середніх шкіл, згодом — директором Сардебського педагогічного училища.
У 1944—1946 навчався у Вищій партійній школі при ЦК ВКП(б). У 1946—1949 працював головним редактором Радінформбюро при Раді міністрів СРСР і за сумісництвом викладачем у МДТУ імені Баумана.
У 1949 захистив дисертацію на ступінь кандидата географічних наук на тему «Льонарство і лляна промисловість у БРСР». Після цього переведений у Мінськ у БДУ. У 1954 році йому присвоєне звання доцента, у 1977 — професора.
З 1958 по 1962 працює деканом географічного факультету БДУ.
У 1962—1965 — ректор БДІНГ. З 1965 був директором НДІ економіки й ЕММ при Держплані БРСР, згодом викладачем.
У 1967 І. І. Трухан знову повертається в БДУ, очолює кафедру економічної географії БРСР. З 1982 — на пенсії.

## Наукова діяльність
Наукові інтереси здебільшого пов'язані з економічною географією Білорусі. Досліджував географію галузей та регіонів Білорусі, зокрема Білоруського Полісся, перспективи розвидку міст і сіл республіки.
Опублікував понад 50 наукових праць. Один з авторів підручника «Географія Білорусі» для ВНЗ. Брав участь у підготовці Атласа БРСР 1958 року, підручників з економічної географії СРСР, довідників про СРСР, республіки Прибалтики, Білорусь, Україну, Молдову, Москву.
Підготував 6 кандидатів і 2 докторів наук.
І. І. Трухан у 1963 у складі делегації БРСР брав участь у сесії Генеральної Асамблеї ООН.

## Основні праці
- Белорусская ССР: [экон.-геогр. очерк] / [авт.: Ф. С. Мартинкевич и др. ; отв. ред. Г. Т. Ковалевский, Ф. С. Мартинкевич] ; Ин-т экономики АН БССР. — Москва: Географгиз, 1957. — 488 с. (у суаўт.)
- Хрэстаматыя па геаграфіі Беларускай ССР / Навукова-даследчы iн-т педагогікі М-ва асветы БССР; Склад. О. Ф. Якушка; Пад рэд. А. В. Дзяменцьева, I.I. Трухана. — Мінск: Вучпедвыд БССР, 1962. — 211с. (у суаўт.)
- Экономическая география БССР / В. И. Гладкий, Е. Г. Гуцев, С. М. Мельничук и др.; Под общ. ред. С. М. Мельничука. — Мн. : Вышэйшая школа, 1967. — 240с. (у суаўт.)
- Экономическая география Белоруссии: учеб. пособие для студ. экон. вузов и фак. / [В. И. Гладкий и др.] ; под общ. ред. С. М. Мельничука. — Изд. 2-е, перераб. и доп. — Минск: Вышэйшая школа, 1973. — 248 с. (у суаўт.)
- География Белоруссии: учебник для студ. геогр. фак. вузов. — 2-е изд., перераб. — Минск: Вышэйшая школа, 1977. — 320 с. (у суаўт.)
- Экономическая география Белоруссии: Учеб. пособие для экон. вузов и фак. / В. И. Гладкий, Е. В. Гричук, Е. Г. Гуцев и др. ; Под общ. ред. С. М. Мельничука. — 3-е изд., перераб. и доп. — Мнинск: Вышэйшая школа, 1982. — 224с. (у суаўт.)
- Белорусское Полесье: проблемы развития и размещения производительных сил / [И. И. Трухан и др.] ; под ред. С. И. Сидора. — Минск: Изд-во БГУ, 1983. — 175с. (у суаўт.)